# Karl Sivertsen
Karl John Ole Sivertsen (* 21. Januar 1877 in Sisimiut; † unbekannt) war ein grönländischer Landesrat.

## Leben
Karl Sivertsen war der Sohn des Böttchers Annas Jes Niels Sivertsen (1849–?) und seiner Frau Eleonora Ane Margrethe Irene Kristine Berthelsen (1852–?). Sein Schwiegersohn war der Schmied und Landesrat Carl Olsen (1906–?) und sein Enkel ist der Gewerkschafter Ulf Olsen (* 1937).
Er war Jäger von Beruf. 1911 wurde er für die erste Legislaturperiode in den südgrönländischen Landesrat gewählt, wo er bis 1916 nur die Sitzung im Jahr 1914 verpasste, ebenso wie seine beiden Kollegen aus dem Kolonialdistrikt Sukkertoppen (Wahlkreise 9 und 10).